# عامر مشرف
عامر مشرف (انگلیسی: Amer Mushraf؛ زادهٔ ۱ ژوئیهٔ ۱۹۷۵) بازیکن فوتبال اهل عراق بود.
از باشگاه‌هایی که در آن بازی کرده‌است می‌توان به باشگاه فوتبال الشرطه (عراق) اشاره کرد.
وی همچنین در تیم ملی فوتبال عراق بازی کرده‌است.ref>"قاعدة بيانات لاعبي المنتخبات العراقية -3". Niiiis.com. Retrieved 2020-03-04.</ref>